# Басалаварми
Басалаварми (монг. Басалаварми, кит. 把匝剌瓦爾密; ? — 6 января 1382) — чингизид, известный своим наследственным титулом — принц Лян (梁王), потомок монгольского хана Хубилая и сторонник династии Юань, который боролся против династии Мин в Китае. Потомок принца Угэчи (? — 1271), пятого сына Хубилая-хана.

## Перед падение династии Юань
До падения монгольской династии Юань в 1368 году в Китае Басалаварми был наследственным наместником Юаней в провинции Юньнань и Гуйчжоу на юго-западе Китая. Он носил титул принца Ляна, наследственный титул, унаследованный от одного из его предков, сына Хубилай-хана. После свержения династии Юань, Басалаварми, из своей столицы города Куньмин, возглавил один из последних очагов монгольского сопротивления правлению династии Мин в Китае. Он был в состоянии сдержать наступление противника из-за относительно удаленного расположения своего домена. Первоначально первый минский император Чжу Юаньчжан пытался мирным путем убедить Басалаварми сдаться и признать власть династии Мин. В 1369, 1370, 1372, 1374 и 1375 годах Чжу Юаньчжан отправил посольства в Юньнань, требуя капитуляции. Некоторые из его послов были убиты. Связь между Басалаварми и остальной Монгольской империей была ограничена, но не прекращена. Монгольский хан Аюшридара отправил гонца к Басалаварми, чтобы подтвердить свою власть над Юньнанью. Несмотря на то, что княжество Басалаварми считалось частью распавшейся Монгольской империи, Юньнань была независима от каких-либо политических сил во время правления последнего Лян-вана.

## Поражение и смерть
Император Чжу Юаньчжан отправил дипломата Ван Вэя, чтобы попытаться договориться с Басалаварми в 1372 году, но последний казнил Ван Вэя в 1374 году после того, как переговоры сорвались. Затем император Чжу Юаньчжан организовал большой военный поход на провинции Юньнань и Гуйчжоу. Во главе 300-тысячной китайской армии находились генералы Фу Юдэ и Ма Хуа. В 1381 году Ма Хуа атаковал Басалаварми из Гуйяна, в то время как заместители Фу Юдэ, Му Ин и Лань Юй, атаковали с другого направления. 100-тысячное юаньское войско Басалаварми встретилось с превосходящими силами 300-тысячной минской армией. Силы Басалаварми потерпели полное поражение. После своего поражения Басалаварми утопил жену, приказал своим министрам покончить с собой, а сам покончил с собой 6 января 1382 года. После его смерти его семья по указу императора Чжу Юаньчжана была сослана на остров Тамна в Корее. Генерал Му Ин (1345—1392) и его войска, стоящие частично из мусульман, получили наследственный статус военных гарнизонов династии Мин и остались в провинции.

## Чжэн Хэ
Чжэн Хэ, знаменитый адмирал-евнух династии Мин и глава минского «флота», косвенно поднялся до поста адмирала из-за сопротивления Басалаварми династии Мин. Чжэн Хэ родился в Юньнани в 1371 году, когда провинцией правил Басалаварми. Минская армия, отправленная для борьбы с Басалаварми, захватила и кастрировала Чжэн Хэ в возрасте 11 лет и доставила его к императорскому двору.